# КК Урал Грејт
КК Урал Грејт (рус. ПБК Урал-Грейт; енгл. PBC Ural Great) је бивши руски кошаркашки клуб из Перма. 

## Историја
Клуб је основан 1995. године, а угашен је 2008. након банкрота под теретом неизмирених дугова. Првенство Русије освајао је два пута и то у сезонама 2000/01. и 2001/02, а до јединог трофеја у Купу Русије дошао је 2004. године.
На међународној сцени био је победник два такмичења - Северноевропске лиге 2001. и Еврокуп челенџа пет година касније. У Еврочеленџу је наступао укупно 4 сезоне, а најбољи резултат било је полуфинале у сезони 2003/04.

## Успеси

### Национални
- Првенство Русије:
  - Првак (2): 2001, 2002.
  - Другопласирани (2): 2000, 2003.

- Куп Русије:
  - Победник (1): 2004.

### Међународни
- Еврокуп челенџ:
  - Победник (1): 2006.

- Северноевропска лига:
  - Победник (1): 2001.

## Познатији играчи
- Ендру Визнески
- Јевгениј Колесников
- Иван Кољевић
- Кшиштоф Лавринович
- Вања Плиснић
- Јасмин Хукић

## Познатији тренери
- Сергеј Белов